# میشچروو
میشچروو (به لاتین: Mishcherovo) یک منطقهٔ مسکونی در روسیه است که در باشقیرستان واقع شده‌است.